# Cecyliusz Stacjusz
Cecyliusz Stacjusz (łac. Caecilius Statius; ur. ok. 230 p.n.e. – zm. ok. 168 p.n.e.) – komediopisarz rzymski. Pochodził z Galii Przedalpejskiej, prawdopodobnie przybył do Rzymu jako jeniec wojenny po wojnie z Insubrami. Wyzwolony przez patrona, przyjął jego nazwisko rodowe Caecilius. Przyjaźnił się z Enniuszem, który mieszkał po sąsiedzku na Awentynie. 
Do naszych czasów przetrwały tytuły jego 40 komedii i nieliczne fragmenty. Jego twórczość jest zaliczana do fazy przejściowej między Plautem a Terencjuszem. Pisał głównie palliaty, wzorował się przede wszystkim na Menandrze. Styl miał dynamiczny, język barwny, choć zabarwiony także refleksją.